# Bogdan Traczyk
Bogdan Traczyk (ur. 1956 w miejscowości Jabłonna) – polski inżynier i samorządowiec, prezydent Bielska-Białej w latach 1998–2002.

## Życiorys
W 1980 ukończył studia na Wydziale Mechanicznym Energetyki i Lotnictwa Politechniki Warszawskiej. W latach 1980–1990 pracował jako konstruktor w zakładach szybowcowych w Bielsku-Białej, następnie w spółce Aqua w tym mieście. Został działaczem Akcji Katolickiej i Ruchu Społecznego AWS.
Po wyborach w 1998 został przez radę miejską powołany na urząd prezydenta Bielska-Białej. W bezpośrednich wyborach samorządowych 2002 bez powodzenia ubiegał się o reelekcję, przegrywając w pierwszej turze głosowania. Nie angażował się później w działalność polityczną, powrócił do niej w 2014, ubiegając się bezskutecznie z listy PiS o mandat radnego miejskiego.